# Оброк
Обро́к — натуральний податок, данина продуктами традиційного натурального господарства, що стягувався феодалом з селян. Частина продуктів селянського господарства — зерно, худобу, птахів, яйця, сало, мед, а також виготовлена ними шкіра, пряжа, полотно тощо.